# Deep River, Connecticut
Deep River är en kommun (town) i Middlesex County i delstaten Connecticut, USA med cirka 4 610 invånare (2000). Den har enligt United States Census Bureau en area på totalt 36,8 km² varav 1,6 km² är vatten.